# Jude the Obscure

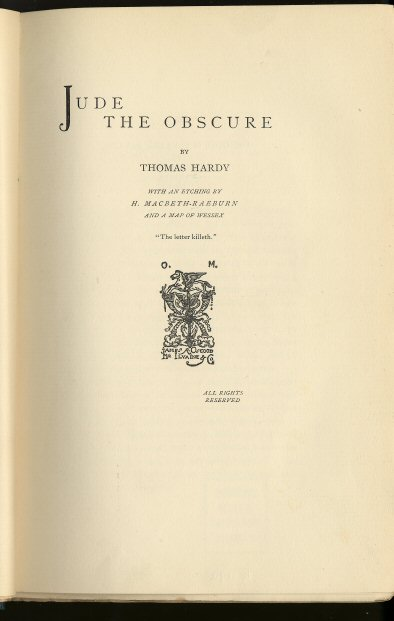
Titelpagina (versie 1895)

Jude the Obscure is een roman van de Engelse schrijver Thomas Hardy. Hij verscheen voor het eerst in verkorte vorm onder de titel Hearts Insurgent in Harper's New Monthly Magazine tussen december 1894 en november 1895. De volledige versie verscheen onder de huidige titel in november 1895.

## Kritiek
'Jude' was Hardy's laatste roman. Na de kritiek op Tess of the d'Urbervilles, die hem nogal had aangegrepen, kwam op dit werk zoveel negatieve kritiek los, dat Hardy besloot definitief te stoppen met zijn prozawerk. Zijn impliciete aanvallen op de huwelijkse en seksuele moraal, de godsdienstige instellingen en het wetenschappelijk onderwijs werden hem door de victoriaanse critici niet in dank afgenomen. Een van hen refereerde aan het werk als 'Jude the Obscene'. Niettemin wordt het werk nu beschouwd als een van de hoogtepunten in Hardy's werk en een klassieker in de Engelstalige literatuur.

## Achtergrond
Zoals vele van Hardy's werken, speelt ook dit verhaal zich af in het fictieve graafschap Wessex. De stad Christminster, die voor Jude veel betekent op het gebied van zijn gewenste en gedroomde educatie en ook anderszins een grote rol speelt in het verhaal, staat voor Oxford. Ook in dit werk speelt Hardy's achtergrond als architect een belangrijke rol, niet alleen omdat Jude in die wereld als steenwerker komt te verkeren, maar ook omdat door critici wel wordt gesteld dat de opbouw van het boek gezien kan worden als de opbouw van een kathedraal. Het is Hardy's meest pessimistische werk, waarin de 'comic relief' in de vorm van relativerend commentaar door achtergrondfiguren grotendeels ontbreekt.
Er wordt wel beweerd dat dit werk voor een groot deel autobiografisch is, en er zijn inderdaad interessante parallellen tussen Jude en Hardy eigen leven, met name het leven als steenhouwer en zijn eigen relatie met Emma Lavinia Gifford, die evenals Sue een merkwaardige draai naar sterk religieus maakte toen haar relatie met Hardy verder vorderde.

## Samenvatting
Jude Fawley droomt ervan, onder invloed van zijn schoolmeester Phillotson, om te gaan studeren in Christminster. Hij weet het echter vooralsnog niet verder te schoppen dan steenwerker. Als naïeve jongeman laat hij zich echter inpalmen door Arabella Donn. Hij trouwt met haar en is daarmee gebonden aan zijn woonplaats. Het huwelijk mislukt echter, Arabella verlaat hem en vertrekt naar Australië. Jude is dan vrij om alsnog naar Christminster te gaan, maar zijn pogingen om naar de universiteit te gaan stranden.
Hij ontmoet daar zijn nicht Sue Bridehead, en raakt verliefd op deze verlichte en vrijgevochten vrouw. Hij zorgt ervoor dat zij, in plaats van haar baantje in een religieuze zaak, kan gaan werken als assistente van Phillotson, die in Christminster is gaan studeren om zich te verbeteren. Tot Judes teleurstelling trouwt Sue met zijn oude schoolmeester. Sue krijgt hier echter spoedig spijt van en verlaat haar man om met Jude samen te kunnen wonen.
Zowel Sue als Jude verkrijgen een scheiding. Sue wil echter niet hertrouwen vanwege haar antiklerikale houding. Dit brengt het paar in grote problemen. Arabella keert terug en beweert dat zij een zoon heeft van Jude. Hij neemt het kind op en heeft met Sue vervolgens ook twee kinderen. Na een ziekte besluit Jude met zijn gezin naar Christminster terug te keren. Vanwege hun ongetrouwde staat kunnen zij echter moeilijk onderdak vinden en moeten zij gescheiden leven. Gedreven door schuldgevoel brengt Judes zoon de beide jonge kinderen en zichzelf om het leven.
Sue heeft zich inmiddels van haar vrijgevochtenheid bekeerd naar een enghartig soort geloof en keert terug naar Phillotson. Jude laat zich opnieuw in een dronken bui verleiden tot een huwelijk met Arabella. Hij wordt steeds zieker door zijn werk als steenhouwer en door de drank en sterft op jonge leeftijd.

## Bewerkingen
'Jude' werd diverse keren bewerkt voor film, onder andere voor een miniserie in 1971 onder regie van Hugh David en voor film in 1996 onder regie van Michael Winterbottom.